# Anne Souyris
Anne Souyris de Saint-Brice, de son nom complet réduit par convenance, née le 29 août 1964 à Angoulême, est une femme politique française, engagée dans la lutte contre le VIH-SIDA, pour l’accès aux droits des personnes exclues de la société, le féminisme et les enjeux de santé.
Conseillère régionale d’Île-de-France de 2004 à 2010, puis conseillère de Paris en 2014 (EELV), Anne Souyris est élue adjointe à la maire de Paris chargée de la santé en 2017. Elle est porte-parole nationale des Verts entre 2004 et 2010.
Elle est élue sénatrice de Paris lors des élections sénatoriales de 2023.

## Biographie

### Jeunesse et études
Élève en classe préparatoire littéraire au lycée Marcelin-Berthelot et au lycée Victor-Duruy, elle poursuit des études en Communication - Journalisme à l'Institut français de Presse (DEA, promotion 1990), en sciences politiques à l’université Paris-2 (maîtrise, promotion 1990) et en littérature française à l’université Paris-Sorbonne Paris-IV (master 2, promotion 1992).

### Parcours professionnel et politique
De 1991 à 1997, Anne Souyris est journaliste au Journal du Sida (Association Arcat Sida), puis rédactrice en chef de la revue PEDRO (prévention éducation drogues) à l’UNESCO jusque 2002. Elle a été journaliste à Reuters.
Elle est chargée de cours en communication à l’université Paris 3 - Sorbonne Nouvelle de 2011 à 2015 et professeure des écoles depuis 2013.
De 2011 à 2012, elle est attachée parlementaire auprès du sénateur Jean Desessard chargée du travail législatif sur les questions sociales et sanitaires.
Anne Souyris est candidate aux élections législatives de 2002 dans le 10e arrondissement de Paris (suppléante de Bernard Maris) de 2007 dans la circonscription de Valognes et de 2012 dans la 5e circonscription de Paris. Elle est candidate en 2017 aux élections sénatoriales sur la liste EÉLV d’Esther Benbassa (troisième place).
Elle est élue conseillère régionale d'Île-de-France en 2004 et présidente de la délégation démocratie régionale et jeunesse pour la mandature 2004-2010.
Élue conseillère de Paris en 2014, puis conseillère métropolitaine en 2016, Anne Souyris devient adjointe à la Maire de Paris Anne Hidalgo chargée de la santé publique et des relations avec l’AP-HP.
Réélue lors des élections municipales de 2020, elle est depuis adjointe à la Maire chargée de la santé publique et des relations avec l’AP-HP, de la santé environnementale, de la lutte contre les pollutions et de la réduction des risques. Pendant ces élections municipales, elle propose en tant que tête de liste dans le XIIIe arrondissement pour « L’écologie pour Paris » de déterrer la Bièvre.

### Europe Écologie – Les Verts
Anne Souyris devient en 2003 porte-parole des Verts à l’occasion des élections régionales, avec Jean-Félix Bernard. En 2004, elle est porte-parole nationale des Verts à la suite de Marie-Hélène Aubert, au côté notamment de Cécile Duflot jusqu’au début des années 2010.
Coordinatrice du projet 2012 d’Europe-Écologie-Les-Verts avec Yannick Jadot, elle devient conseillère dans la campagne présidentielle d’Eva Joly.
Élue au Conseil de Paris en 2014, elle devient avec David Belliard la co-présidente du groupe EELV.

## Prises de position et controverses

### Féminisme
Elle est en 2003 responsable de la commission « prostitution » d’EELV – premier groupe de travail partisan sur le sujet en France - et participe à la création du collectif « Femmes publiques », contre le féminisme « abolitionniste à tendance prohibitionniste », c’est-à-dire pour un féminisme favorable aux droits des personnes prostituées. Le collectif « Femmes publiques » se remarque ensuite par ses mobilisations contre l’interdiction du voile chez les lycéennes et en faveur des travailleuses du sexe. Avec le collectif « 8 mars pour toutes », elle s’oppose à la pénalisation des clients et aux politiques répressives sur la prostitution.

### Santé

#### Santé environnementale
Anne Souyris défend une politique de santé environnementale à Paris avec une prise en compte des facteurs environnementaux dans l’apparition des maladies et donc un traitement des causes plutôt que des conséquences.
Au Conseil de Paris, elle se mobilise dès 2014 sur « la bataille de l’air ». En 2015 elle réclame une indemnité kilométrique pour les agents de la ville de Paris qui viennent au travail à  vélo. Avec David Belliard, elle demande en 2015 la généralisation des zones 30 à Paris, la diminution de la vitesse de circulation sur le périphérique à 50km/h, une journée sans voiture par mois et l’ouverture des parcs et jardins 24/24. Elle défend la dé-bétonnisation des abords de la Seine lors de la crue de juin 2016 dans une tribune au Huffington Post.
Après l’incendie de l’église Notre-Dame de Paris, elle demande à l’Agence Régionale de Santé de procéder à des contrôles réguliers sur la présence de poussières (particules fines) et suit les conséquences en termes de pollution (au plomb notamment) de cet incendie.
Elle pilote la signature par la ville de Paris de la charte « Villes et Territoires Sans Perturbateurs Endocriniens » du Réseau Environnement Santé. En 2018, elle sensibilise les élus parisiens à la présence de perturbateurs endocriniens sur leurs cheveux.

#### Drogues
Anne Souyris signe en 2010 une tribune dans Le Monde pour un changement radical des politiques hypocrites et inefficaces sur les drogues : pour une distribution contrôlée, la dépénalisation et la production en circuits courts.
Anne Souyris porte le projet de la première salle parisienne de consommation à moindre risque installée dans le Xe arrondissement en 2016. Cette salle a évité 180 000 consommations dans l’espace public en trois ans.
Elle considère comme un impératif de santé publique et de sécurité la prise en charge des addictions toxicomanes, et notamment de la consommation de crack. Face à des opérations policières inefficaces dans le nord-est de Paris et à une situation insoutenable qu’elle qualifie de « drame humain », Anne Souyris plaide en 2018 pour une prise en charge des personnes toxicomanes et pour l’ouverture de quatre salles de consommation à moindre risque à Paris pour répondre aux besoins sanitaires et sécuritaires de la ville.
Avec l’adjoint au maire de Strasbourg chargé de la santé – Paris et Strasbourg étant les deux villes dans lesquelles une salle de consommation à moindre risque existe -, elle réitère cet appel et considère un tel projet comme « une œuvre de salubrité et de responsabilité publique ». En 2019, un plan d’action de lutte contre le crack est mis en place à Paris.

#### VIH
Elle participe à la mise en gratuité du test de dépistage du VIH à Paris en 2018.

### Crise sanitaire COVID-19
Lors de la pandémie de Covid-19, en tant qu’adjointe à la Maire de Paris, Anne Souyris pilote les soutiens de la ville à la lutte contre le virus. La Ville de Paris installe des centres de dépistage en ciblant les quartiers les plus touchés (politique freinée par l’Agence Régionale de Santé), organise des tests systématiques dans les Ehpad dès avril 2020. Lors de la première vague, elle déplore ce qu'elle qualifie d'impréparation de l’État et d’absence de cohérence des mesures gouvernementales.
Elle annonce la première la généralisation du port du masque dans la ville fin août 2020. Puis elle organise avec la maire Anne Hidalgo l’installation de centres de vaccination pour une campagne vaccinale massive, finalement modifiée par le gouvernement et moins ambitieuse.
Elle pilote le projet de conseil consultatif parisien Covid-19, créé en octobre 2020, pour « essayer d'anticiper au maximum et proposer au gouvernement des alternatives aux fermetures des établissements ».

### Rats
Lors de la grève des éboueurs à Paris dans le contexte de la contestation de la réforme des retraites en mars 2023, elle affirme que la présence de rats à Paris ne pose pas de risque majeur de santé publique. Elle déclare, en juin 2023, en réponse à une intervention publique de Geoffroy Boulard, maire du 17e arrondissement de Paris, que la Mairie de Paris allait créer un groupe de travail sur les enjeux de la cohabitation et la gestion des populations de les rats bruns,.

## Carrière politique
Anne Souyris est élue conseillère de Paris, en 2014. Depuis 2017, elle est adjointe chargée de la Santé, occupant le même poste après sa réélection en 2020. À ce titre, elle gère notamment les dossiers relatifs à la santé environnementale, à la santé scolaire, à l’accès aux soins ( dispositif Paris med notamment ) et aux personnes en difficulté, dont les travailleurs du sexe et les consommateurs de crack.